# Nummulina
Nummulina es un género de foraminífero bentónico considerado como un nombre erróneo sustituto de Nummulites de la familia Nummulitidae, de la superfamilia Nummulitoidea, del suborden Rotaliina y del orden Rotaliida. Su rango cronoestratigráfico abarcaba el Eoceno.

## Clasificación
Nummulina incluía a las siguientes especies:
- Nummulina arabica
- Nummulina atacica, aceptado como Nummulites atacicus
- Nummulina burdigalensis, aceptado como Nummulites burdigalensis
- Nummulina carpathica, aceptado como Nummulites carpathica
- Nummulina carpenteri, aceptado como Nummulites carpenteri
- Nummulina discoidalis, aceptado como Assilina discoidalis
- Nummulina discorbina, aceptado como Nummulites discorbina
- Nummulina frentanaeformis
- Nummulina genezarethana
- Nummulina laevigata, aceptado como Nummulites laevigata
- Nummulina melii
- Nummulina nummus
- Nummulina paucicamerata
- Nummulina praetuberculata
- Nummulina pristina
- Nummulina pseudoparva
- Nummulina radiata, considerado sinónimo posterior de Amphistegina hauerina
- Nummulina ramondi
- Nummulina soldanella
- Nummulina spiroxia
- Nummulina striata
- Nummulina uroniensis
- Nummulina variabilis
- Nummulina variolaria, aceptado como Nummulites variolaria

En Nummulina se han considerado los siguientes subgéneros:
- Nummulina (Assilina), aceptado como género Assilina
- Nummulina (Siderolina), aceptado como género Siderolina